# Венцлавиці-Дворські
Венцлавіце-Дворські (пол. Więcławice Dworskie) — село в Польщі, у гміні Міхаловіце Краківського повіту Малопольського воєводства.
Населення — 292 особи (2011).
У 1975-1998 роках село належало до Краківського воєводства.

## Демографія
Демографічна структура станом на 31 березня 2011 року:
|          | Загалом | Допрацездатний вік | Працездатний вік | Постпрацездатний вік |
| -------- | ------- | ------------------ | ---------------- | -------------------- |
| Чоловіки | 143     | 37                 | 91               | 15                   |
| Жінки    | 149     | 26                 | 85               | 38                   |
| Разом    | 292     | 63                 | 176              | 53                   |